# Ada Sari
Ada Sari, vlastním jménem Jadwiga Schayer nebo Szayer (29. června 1886, Wadowice - 12. července 1968, Ciechocinek) byla polská operní koloraturní sopranistka.

## Život a kariéra

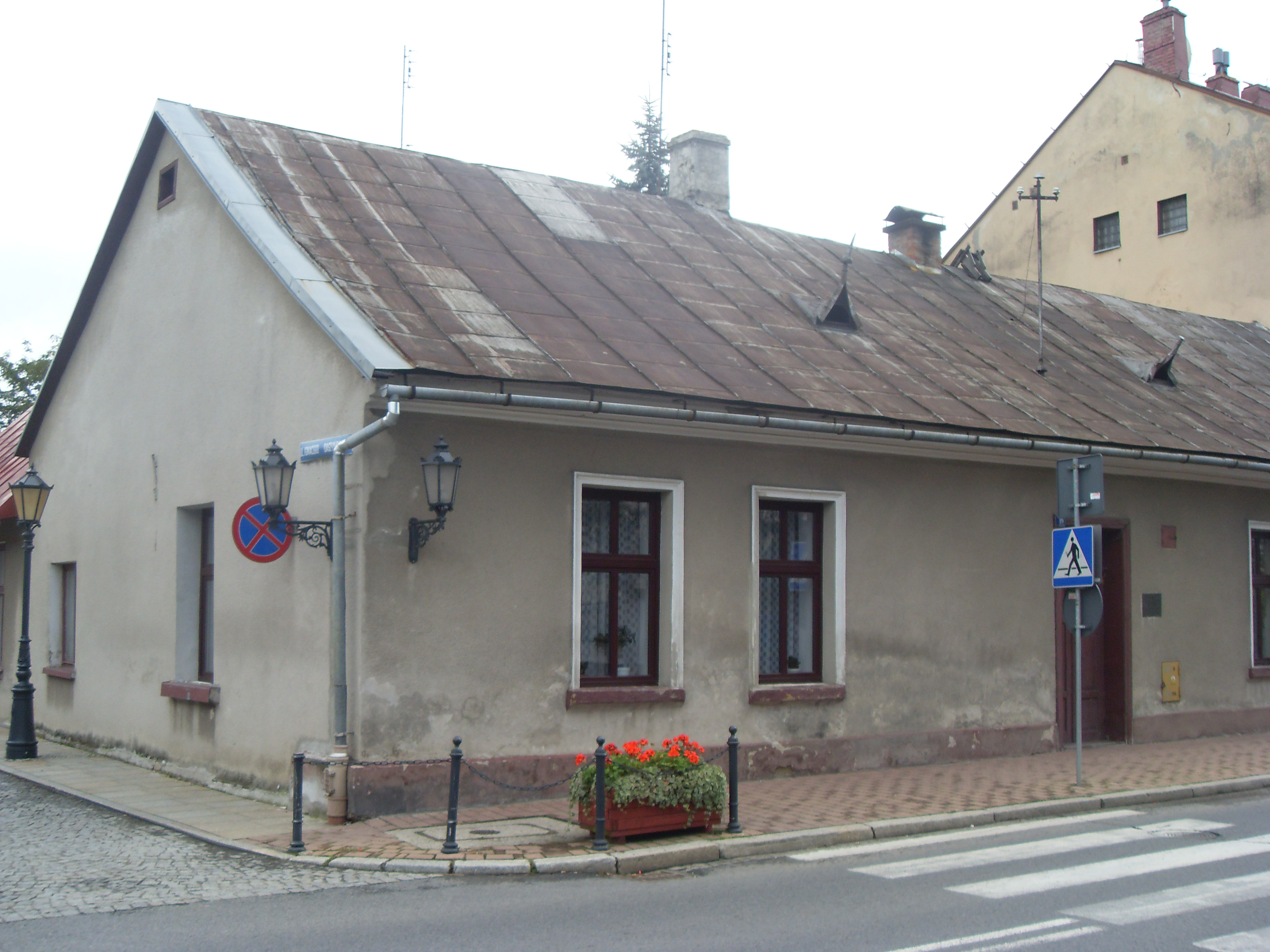
Dům Ady Sari ve Starém Sonči.

Ada Sari se narodila v rodině advokáta Edwarda Szayera a jeho manželky Franciszky, rozené Chybińské.
Po základní škole odešla na hudební školu do Těšína a Krakova. Poté studovala na Varšavském hudebním institutu (dnešní Hudební univerzita Fryderyka Chopina), ve Vídni a Miláně.
Po přesvědčivém debutu v Římě v roce 1909 zahájila svou celosvětovou kariéru velké sopranistky v nejvýznamnějších operních domech počátku 20. století. Měla angažmá mj. v milánské La Scale, newyorské Carnegie Hall ad.
Její operní repertoár zahrnoval role Richarda Wagnera, Giuseppe Verdiho a Charlese Gounoda ad.
Mezi lety 1929 a 1965 pravidelně pobývala v Mariánských Lázních.

## Pocta
Na její počest se v Novém Sonči koná Mezinárodní pěvecká soutěž Ady Sari. Po zpěvačce byl pojmenován zmrzlinový pohár Ada Sari a zmrzlinový dezert Bezé Ada Sari.